# Masaki Etō
Pour les articles homonymes, voir Etō.
Masaki Etō (江藤 正基, Etō Masaki), né le 26 février 1954 dans la préfecture de Kagoshima, est un lutteur gréco-romain japonais.

## Carrière
Concourant dans la catégorie des moins de Modèle:Unite, Masaki Eto est sacré champion du monde en 1983. Il remporte ensuite la médaille d'argent aux Jeux olympiques d'été de 1984 à Los Angeles.